# Kościół Matki Bożej od Zdrowia w Kotorze
Kościół Matki Boskiej Uzdrowienia Chorych (serb. Crkva Svete Gospe od zdravlja) – mała świątynia katolicka zbudowana w 1518 roku, na zboczu klifu, piętrzącego się nad starówką Kotoru. Kościół znajduje się w połowie drogi do Twierdzy Świętego Jana

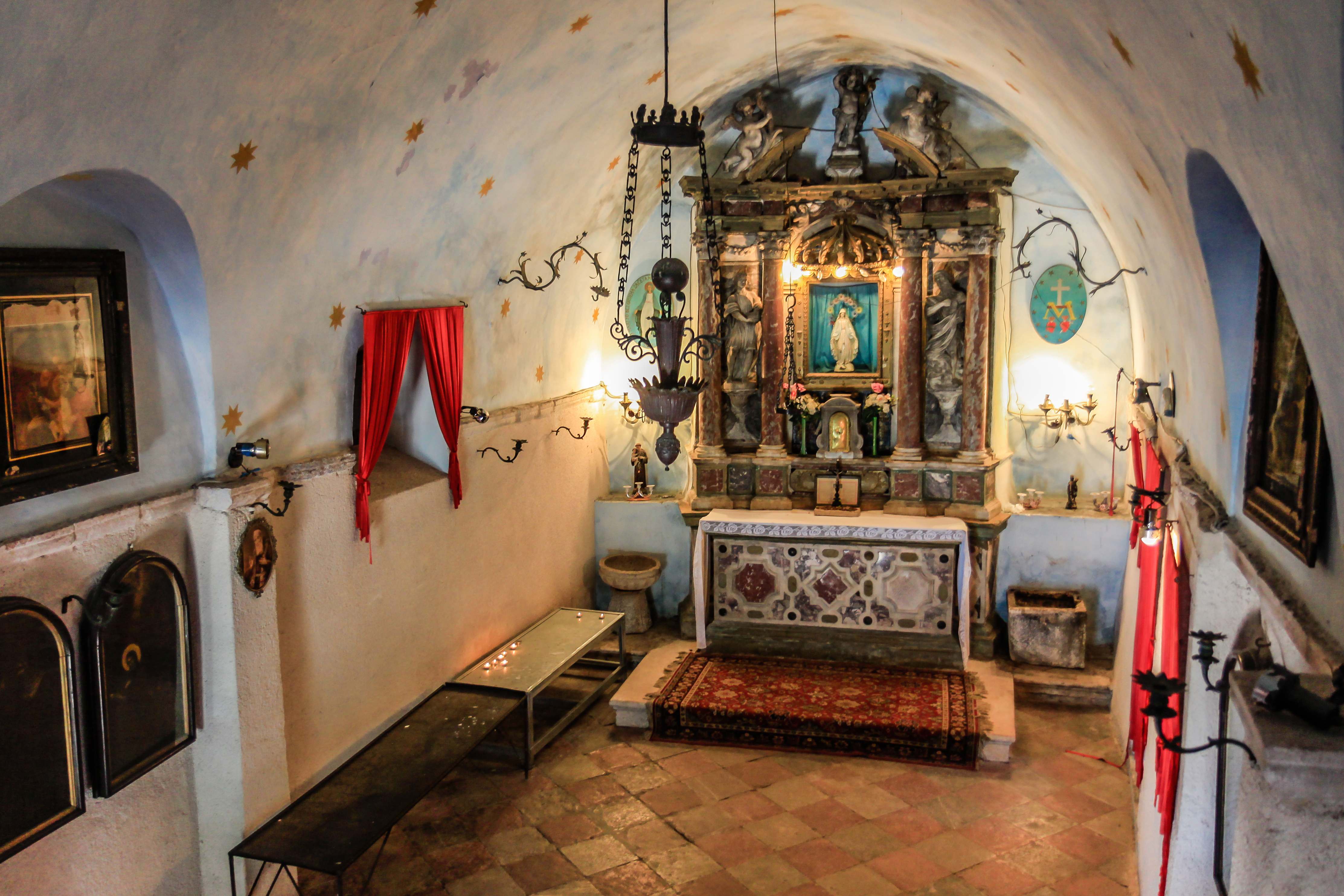
Wnętrze kościoła

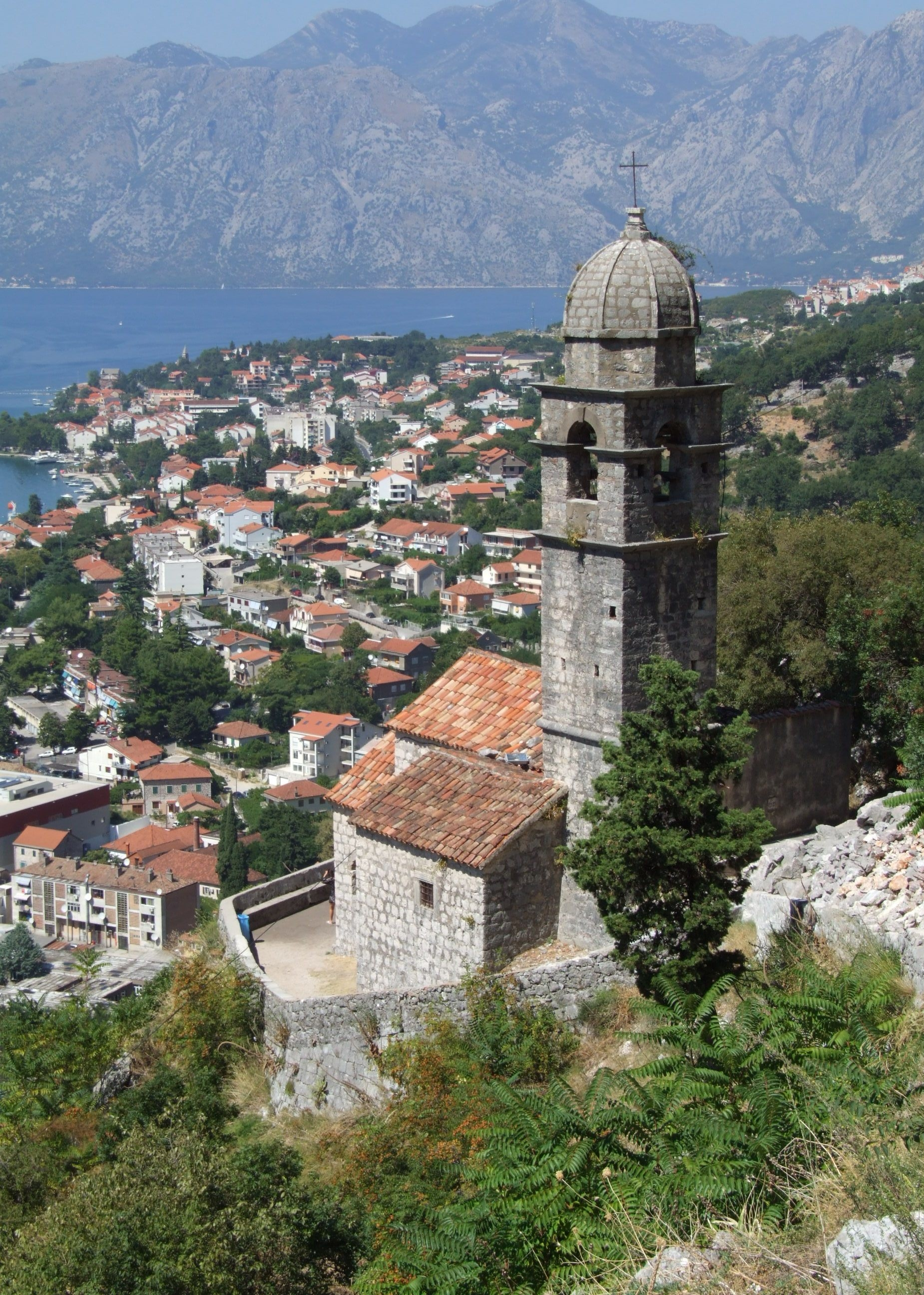
Świątynia widziana z oddali